# Eschweiler (Bad Münstereifel)
Eschweiler ist ein westlicher Stadtteil von Bad Münstereifel im Kreis Euskirchen in Nordrhein-Westfalen.

## Lage und Verkehr
Durch Eschweiler verläuft die Kreisstraße K 45 Richtung Mechernich-Weiler am Berge, eine Nebenstraße der B 51. Die nächste Autobahnauffahrt ist Bad Münstereifel / Mechernich auf der A 1. Östlich von Eschweiler fließt der Eschweilerbach in die Erft.
Die VRS-Buslinie 887 der RVK verkehrt als TaxiBusPlus nach Bad Münstereifel und Mechernich.
| Linie | Verlauf |
| ----- | --- |
| 887   | MiKE: Bad Münstereifel Bf – Bad Münstereifel Gewerbegeb./Ärtzeh. – Iversheim Bf – Eschweiler – Weiler am Berge – Harzheim – Holzheim – Mechernich Stiftsweg – Mechernich Bf |

## Geschichte

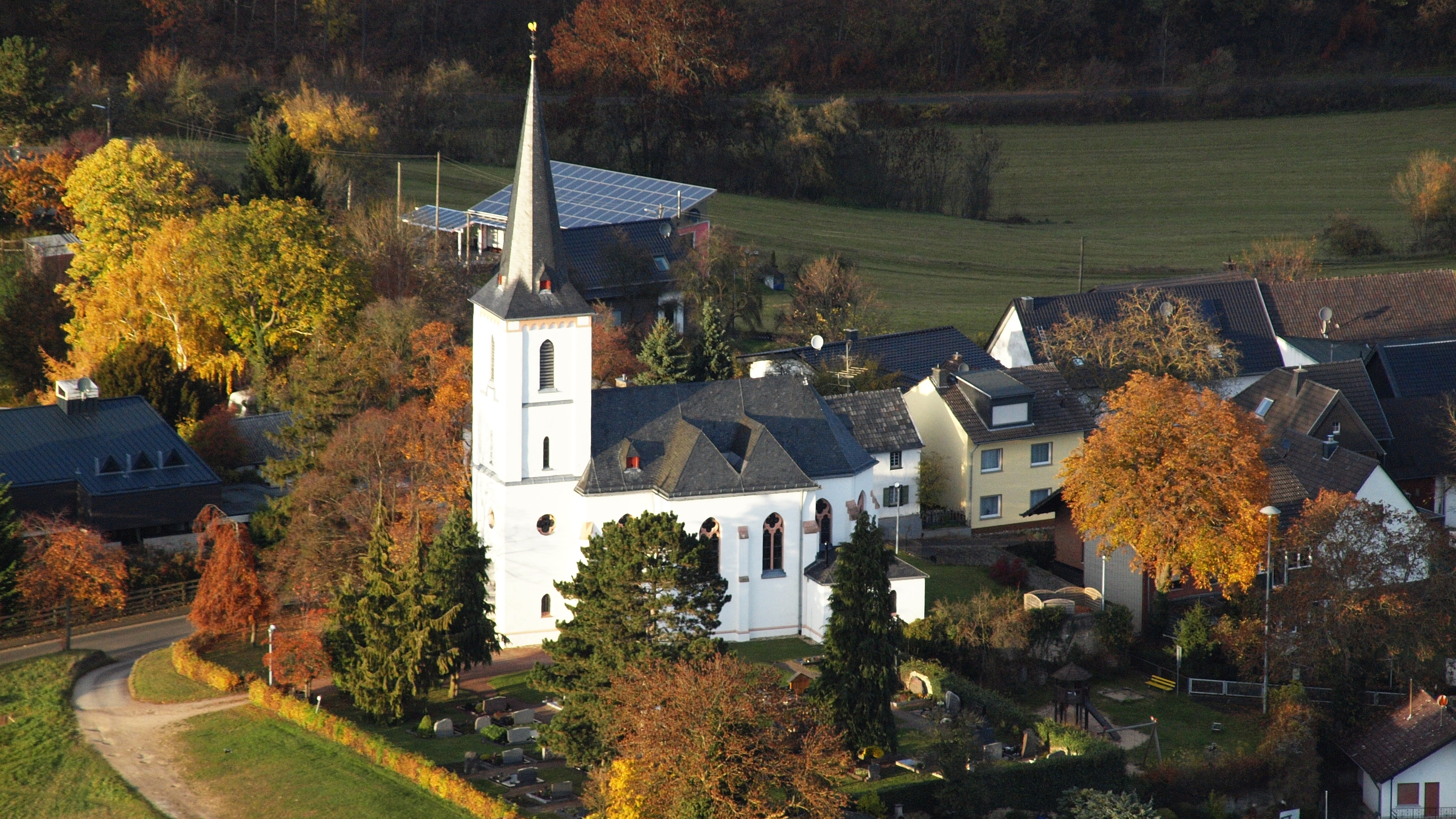
St. Margareta, Luftaufnahme (2015)

Eschweiler wurde 1115 erstmals urkundlich erwähnt, als die Bewohner den Zehnt an die Stiftskirche St. Chrysanthus und Daria in Bad Münstereifel zahlten. 1554/1555 – Eschweiler gehörte zu dieser Zeit zum Herzogtum Jülich – mussten die Bewohner die Gerichtsbarkeit an das Hochgericht Münstereifel abgeben.
Zu einem späteren Zeitpunkt kam der Ort zum Amt Münstereifel und bildete mit gemeinsam mit Kalkar und Weiler am Berge eine Honnschaft. 1804 wurde die Dorfkirche St. Margareta zur Pfarrkirche erhoben. Mit dem Wiener Kongress wurde der Ort eine selbstständige Gemeinde.
Am 1. Juli 1969 wurde die bis dahin eigenständige Gemeinde Eschweiler nach Bad Münstereifel eingemeindet.

## Sehenswürdigkeiten

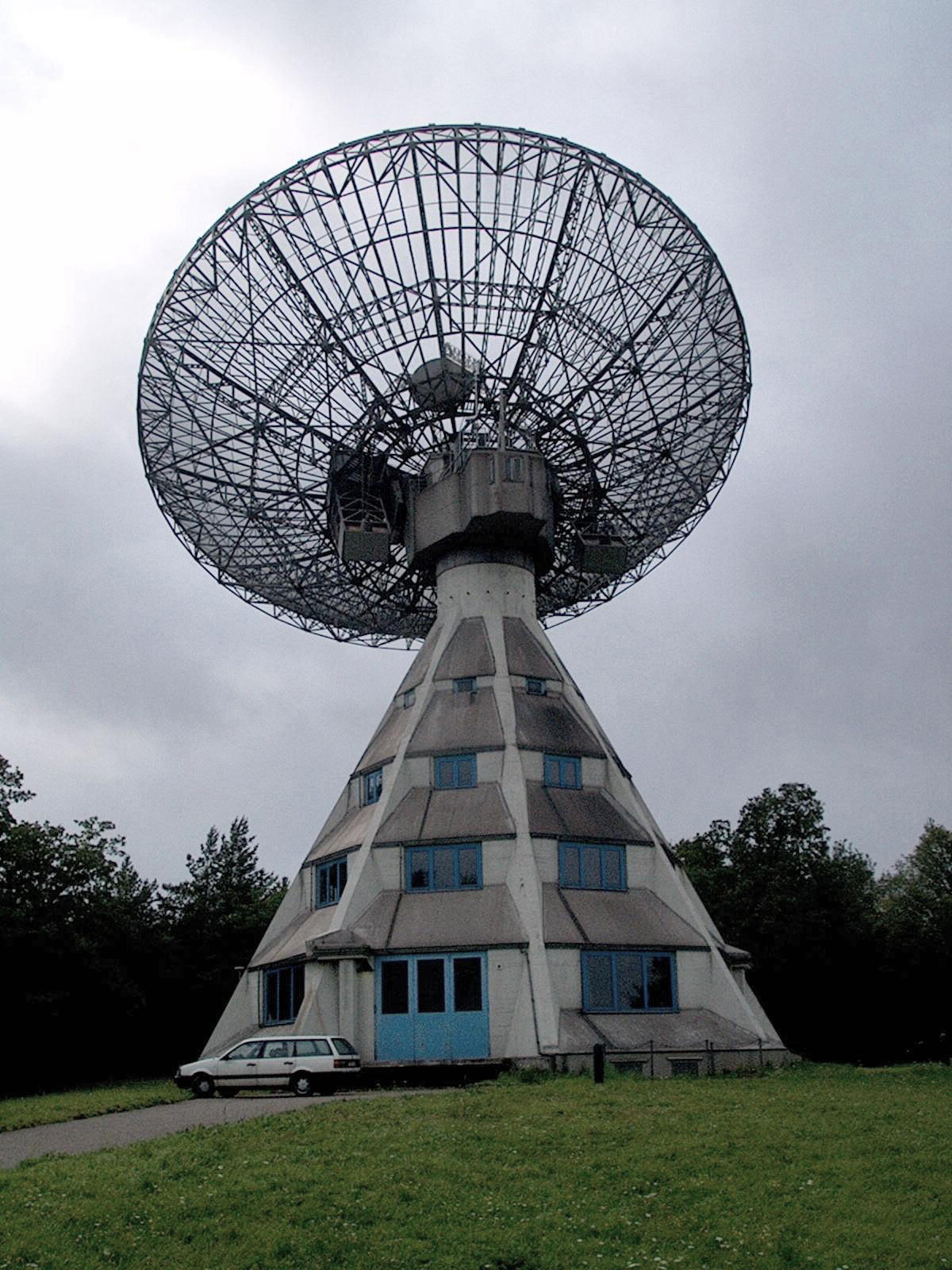
Astropeiler auf dem Stockert bei Bad Münstereifel-Eschweiler

- Die katholische Pfarrkirche St. Margareta, erbaut 1901 bis 1902 oberhalb eines älteren Vorgängerbaus, gehört zum Seelsorgebereich Bad Münstereifel/Erfttal im Erzbistum Köln.
- In der Nähe befinden sich seit 1956 das inzwischen unter Denkmalschutz stehende Radioteleskop Astropeiler Stockert auf der Anhöhe Stockert und das Naturschutzgebiet Eschweiler Tal.[3]

## Sport
Westlich der Gemarkung befindet sich der Golfclub Golf Bad Münstereifel.